# Laccophilus seminiger
Laccophilus seminiger là một loài bọ cánh cứng trong họ Bọ nước. Loài này được Fauvel miêu tả khoa học năm 1883.